# Franz von Elsholtz
Franz von Elsholtz, född den 1 oktober 1791 i Berlin, död den 22 januari 1872 i München, var en tysk skald.
von Elsholtz deltog i det stora befrielsekriget 1813–1815 och avancerade då till ryttmästare. Han övergick sedan till civiladministrationen, men ägnade sig snart helt och hållet åt litteraturen och företog resor inom England, Holland, Tyskland och Italien. År 1827 (sedan han utgivit lustspelet Komm her!) kallades han till Gotha för att organisera därvarande hovteater, och 1837 utnämndes han till hertigligt sachsiskt sändebud i München. År 1851 drog han sig tillbaka från det offentliga livet. 
Som skriftställare uppträdde von Elsholtz först med Wanderungen durch Köln und dessen Umgegend (1820), varefter följde Der neue Achilles, historische Skizze aus dem Befreiungskampf der Griechen (1821) samt en mängd dramatiska stycken (tillsammans utgivna, under titeln Schauspiele, 1830; 2:a upplagan 1835–54), två operor, Der Doppelprocess (med musik av Aloys Schmitt) och Tony, der Schütz (med musik av hertig Ernst av Coburg-Gotha), samt Gedichte (1834), Politische Novellen (1838) och Veteranenlieder (1865, vid jubelfesten till minne av slaget vid Leipzig 1815).